# Saison 2021-2022 du United Rugby Championship
Navigation
Pro14 Rainbow Cup (2021) United Rugby Championship 2022-2023
La saison 2021-2022 du United Rugby Championship est la 21e édition de la compétition professionnelle de rugby à XV, connue la saison précédente sous le nom de Pro14. Elle est la première sous l'appellation United Rugby Championship. La compétition voit s'affronter seize franchises sud-africaines, écossaises, galloises, irlandaises et italiennes.
Le Leinster Rugby est tenant du titre après sa victoire en finale contre le Munster Rugby.

## Présentation

### Participants
Les franchises sont celles de la Rainbow Cup, s'étant jouée après la dernière saison du Pro14.
| Franchise                 | Classement 2020-2021      | Classement Rainbow Cup       | Entraîneur en chef     | Capitaine                | Stade                     | Capacité               | Compétition européenne            |
| Franchises irlandaises    | Franchises irlandaises    | Franchises irlandaises       | Franchises irlandaises | Franchises irlandaises   | Franchises irlandaises    | Franchises irlandaises | Franchises irlandaises            |
| ------------------------- | ------------------------- | ---------------------------- | ---------------------- | ------------------------ | ------------------------- | ---------------------- | --------------------------------- |
| Connacht                  | 2e (groupe B)             | 6e (groupe celte)            | Andy Friend            | Jarrad Butler            | Galway Sportsground       | 8 129                  | Coupe d'Europe (poules)           |
| Leinster                  | 1er, champion (groupe A)  | 4e (groupe celte)            | Leo Cullen             | Jonathan Sexton          | RDS Arena                 | 18 500                 | Coupe d'Europe (poules)           |
| Munster                   | 1er, finaliste (groupe B) | 2e (groupe celte)            | Johann van Graan       | Peter O'Mahony           | Thomond Park              | 25 600                 | Coupe d'Europe (poules)           |
| Ulster                    | 2e (groupe A)             | 10e (groupe celte)           | Dan McFarland          | Iain Henderson           | Ravenhill Stadium         | 18 196                 | Coupe d'Europe (poules)           |
| Franchises galloises      |                           |                              |                        |                          |                           |                        |                                   |
| Cardiff Rugby             | 4e (groupe B)             | 5e (groupe celte)            | Dai Young              | Ellis Jenkins            | Cardiff Arms Park         | 12 125                 | Coupe d'Europe (poules)           |
| Dragons                   | 5e (groupe A)             | 11e (groupe celte)           | Dean Ryan              | Rhodri Williams          | Rodney Parade             | 8 700                  | Challenge européen (préliminaire) |
| Ospreys                   | 3e (groupe A)             | 8e (groupe celte)            | Toby Booth             | Justin Tipuric           | Liberty Stadium           | 20 827                 | Coupe d'Europe (poules)           |
| Scarlets                  | 3e (groupe B)             | 7e (groupe celte)            | Dwayne Peel            | Ken Owens                | Parc y Scarlets           | 14 870                 | Coupe d'Europe (poules)           |
| Franchises écossaises     |                           |                              |                        |                          |                           |                        |                                   |
| Édimbourg Rugby           | 5e (groupe B)             | 9e (groupe celte)            | Mike Blair             | Stuart McInally          | Edinburgh Rugby Stadium   | 7 800                  | Challenge européen (préliminaire) |
| Glasgow Warriors          | 4e (groupe A)             | 3e (groupe celte)            | Danny Wilson           | Fraser Brown Ryan Wilson | Scotstoun Stadium         | 7 351                  | Coupe d'Europe (poules)           |
| Franchises italiennes     |                           |                              |                        |                          |                           |                        |                                   |
| Benetton Trévise          | 6e (groupe B)             | 1er, champion (groupe celte) | Marco Bortolami        | Dewaldt Duvenage         | Stadio Comunale di Monigo | 5 000                  | Challenge européen (préliminaire) |
| Zebre Parma               | 6e (groupe A)             | 12e (groupe celte)           | Michael Bradley        | Tommaso Castello         | Stade Sergio-Lanfranchi   | 5 000                  | Challenge européen (préliminaire) |
| Franchises sud-africaines |                           |                              |                        |                          |                           |                        |                                   |
| Bulls                     | 12e (Super Rugby)         | 1er, finaliste (groupe SA)   | Jake White             | Marcell Coetzee          | Loftus Versfeld           | 51 762                 | Non éligible                      |
| Lions                     | 13e (Super Rugby)         | 4e (groupe SA)               | Ivan van Rooyen        | Burger Odendaal          | Ellis Park Stadium        | 62 567                 | Non éligible                      |
| Sharks                    | 1er (Super Rugby)         | 3e (groupe SA)               | Sean Everitt           | Lukhanyo Am              | Kings Park Stadium        | 52 000                 | Non éligible                      |
| Stormers                  | 7e (Super Rugby)          | 2e (groupe SA)               | John Dobson            | Steven Kitshoff          | Cape Town Stadium         | 55 000                 | Non éligible                      |

Légende des couleurs
- Tenant du titre

## Compétition

### Phase régulière
Afin de simplifier l'organisation et la gestion des déplacements des équipes vers l'Afrique du Sud, les franchises sud-africaines se déplacent en Europe des journées 1 à 4 (24 septembre au 16 octobre) et 10 à 11 (7 janvier au 28 janvier).

#### Résultats
L'équipe qui reçoit est indiquée dans la colonne de gauche.
| Résultats (▼dom., ►ext.) | BEN   | BUL   | CAR   | CON   | DRA   | EDI   | GLA   | LEI   | LIO   | MUN   | OSP   | SCA   | SHA   | STO   | ULS   | ZEB  |
| Benetton Trévise         | —     | -     | -     | -     | -     | 28-27 | 19-18 | -     | -     | -     | 26-29 | -     | -     | 22-18 | -     | -    |
| Bulls                    | -     | —     | -     | -     | -     | -     | -     | -     | -     | -     | -     | -     | -     | -     | -     | -    |
| Cardiff Rugby            | -     | 19-29 | —     | 33-21 | 31-29 | -     | -     | -     | -     | -     | -     | -     | 23-17 | -     | -     | -    |
| Connacht                 | -     | 34-7  | -     | —     | 22-35 | -     | -     | -     | -     | -     | 46-18 | -     | -     | -     | 36-11 | -    |
| Dragons                  | -     | -     | -     | -     | —     | 14-30 | -     | 6-7   | -     | -     | 23-27 | -     | -     | 10-24 | -     | -    |
| Édimbourg Rugby          | 24-10 | 17-10 | -     | -     | -     | —     | -     | -     | -     | -     | -     | 26-22 | -     | 20-20 | -     | -    |
| Glasgow Warriors         | -     | -     | -     | -     | 33-14 | -     | —     | 15-31 | 13-9  | -     | -     | -     | 35-24 | -     | -     | -    |
| Leinster                 | -     | 31-3  | -     | 47-19 | -     | -     | -     | —     | -     | -     | -     | 50-15 | -     | -     | 10-20 | 43-7 |
| Lions                    | -     | -     | -     | -     | -     | -     | -     | -     | —     | -     | -     | -     | -     | -     | -     | -    |
| Munster                  | -     | -     | -     | 20-18 | -     | -     | -     | -     | -     | —     | -     | -     | 42-17 | 34-18 | -     | -    |
| Ospreys                  | -     | -     | 18-14 | -     | -     | -     | -     | -     | -     | 18-10 | —     | -     | 13-27 | -     | 19-13 | -    |
| Scarlets                 | 34-28 | -     | -     | -     | -     | -     | -     | -     | 36-13 | 13-43 | -     | —     | -     | -     | -     | -    |
| Sharks                   | -     | 30-16 | -     | -     | -     | -     | -     | -     | -     | -     | -     | -     | —     | -     | -     | -    |
| Stormers                 | -     | -     | -     | -     | -     | -     | -     | -     | 19-37 | -     | -     | -     | -     | —     | -     | -    |
| Ulster                   | 28-8  | -     | -     | -     | -     | -     | 35-29 | -     | 26-10 | -     | -     | -     | -     | -     | —     | -    |
| Zebre Parma              | -     | -     | -     | -     | -     | 10-27 | 6-17  | -     | 26-38 | -     | -     | -     | -     | -     | 3-36  | —    |

- Victoire à domicile
- Match nul
- Victoire à l'extérieur

Des points de bonus offensifs sont donnés à l'équipe marquant trois essais de plus que l'adversaire et défensifs à l'équipe qui perd par moins de sept points d'écart.

#### Poules
Les franchises sont réparties en quatre poules en fonction de leur pays d'origine.

##### Poule irlandaise
| Rang | Club       | J  | V  | N | D | Bo | Bd | Pm  | Pe  | Diff | Pts |
| ---- | ---------- | -- | -- | - | - | -- | -- | --- | --- | ---- | --- |
| 1    | Leinster T | 18 | 13 | 0 | 5 | 11 | 4  | 546 | 276 | +270 | 67  |
| 2    | Ulster     | 18 | 12 | 0 | 6 | 7  | 4  | 412 | 297 | +115 | 59  |
| 3    | Munster    | 18 | 11 | 0 | 7 | 8  | 4  | 524 | 341 | +183 | 56  |
| 4    | Connacht   | 18 | 9  | 0 | 9 | 4  | 1  | 399 | 502 | -103 | 41  |

##### Poule galloise
| Rang | Club          | J  | V  | N | D  | Bo | Bd | Pm  | Pe  | Diff | Pts |
| ---- | ------------- | -- | -- | - | -- | -- | -- | --- | --- | ---- | --- |
| 1    | Ospreys       | 18 | 10 | 0 | 8  | 4  | 2  | 422 | 474 | -52  | 46  |
| 2    | Scarlets      | 18 | 8  | 0 | 10 | 10 | 3  | 494 | 53  | +441 | 45  |
| 3    | Cardiff Rugby | 18 | 7  | 0 | 11 | 3  | 1  | 369 | 577 | -208 | 32  |
| 4    | Dragons       | 18 | 2  | 1 | 15 | 4  | 5  | 305 | 547 | -242 | 19  |

##### Poule italo-écossaise
| Rang | Club             | J  | V  | N | D  | Bo | Bd | Pm  | Pe  | Diff | Pts |
| ---- | ---------------- | -- | -- | - | -- | -- | -- | --- | --- | ---- | --- |
| 1    | Édimbourg Rugby  | 18 | 10 | 1 | 7  | 8  | 4  | 421 | 318 | +103 | 54  |
| 2    | Glasgow Warriors | 18 | 10 | 0 | 8  | 7  | 3  | 409 | 376 | +33  | 50  |
| 3    | Benetton Trévise | 18 | 6  | 1 | 11 | 6  | 3  | 425 | 501 | -76  | 35  |
| 4    | Zebre Parma      | 18 | 1  | 0 | 17 | 2  | 3  | 261 | 630 | -369 | 9   |

##### Poule sud-africaine
| Rang | Club     | J  | V  | N | D  | Bo | Bd | Pm  | Pe  | Diff | Pts |
| ---- | -------- | -- | -- | - | -- | -- | -- | --- | --- | ---- | --- |
| 1    | Stormers | 18 | 12 | 2 | 4  | 7  | 2  | 464 | 311 | +153 | 61  |
| 2    | Bulls    | 18 | 11 | 0 | 7  | 10 | 4  | 518 | 388 | +130 | 58  |
| 3    | Sharks   | 18 | 11 | 1 | 6  | 9  | 2  | 510 | 365 | +145 | 57  |
| 4    | Lions    | 18 | 8  | 0 | 10 | 7  | 2  | 408 | 450 | -42  | 41  |

#### Classement général
| Rang | Club              | J  | V  | N | D  | Bo | Bd | Pm  | Pe  | Diff | Pts |
| ---- | ----------------- | -- | -- | - | -- | -- | -- | --- | --- | ---- | --- |
| 1    | Leinster T P      | 18 | 13 | 0 | 5  | 11 | 4  | 546 | 276 | +270 | 67  |
| 2    | Stormers P        | 18 | 12 | 2 | 4  | 7  | 2  | 464 | 311 | +153 | 61  |
| 3    | Ulster            | 18 | 12 | 0 | 6  | 7  | 4  | 412 | 297 | +115 | 59  |
| 4    | Bulls             | 18 | 11 | 0 | 7  | 10 | 4  | 518 | 388 | +130 | 58  |
| 5    | Sharks            | 18 | 11 | 1 | 6  | 9  | 2  | 510 | 365 | +145 | 57  |
| 6    | Munster           | 18 | 11 | 0 | 7  | 8  | 4  | 524 | 341 | +183 | 56  |
| 7    | Édimbourg Rugby P | 18 | 10 | 1 | 7  | 8  | 4  | 421 | 318 | +103 | 54  |
| 8    | Glasgow Warriors  | 18 | 10 | 0 | 8  | 7  | 3  | 409 | 376 | +33  | 50  |
| 9    | Ospreys P         | 18 | 10 | 0 | 8  | 4  | 2  | 422 | 474 | -52  | 46  |
| 10   | Scarlets          | 18 | 8  | 0 | 10 | 10 | 3  | 494 | 534 | -40  | 45  |
| 11   | Connacht          | 18 | 9  | 0 | 9  | 4  | 1  | 399 | 502 | -103 | 41  |
| 12   | Lions             | 18 | 8  | 0 | 10 | 7  | 2  | 408 | 450 | -42  | 41  |
| 13   | Benetton Trévise  | 18 | 6  | 1 | 11 | 6  | 3  | 425 | 501 | -76  | 35  |
| 14   | Cardiff Rugby     | 18 | 7  | 0 | 11 | 3  | 1  | 369 | 577 | -208 | 32  |
| 15   | Dragons           | 18 | 2  | 1 | 15 | 4  | 5  | 305 | 547 | -242 | 19  |
| 16   | Zebre Parma       | 18 | 1  | 0 | 17 | 2  | 3  | 261 | 630 | -369 | 9   |

Phase finale
- 1er à 8e : quarts de finale

Compétitions européennes 2022-2023
- P, 3e et 6e à 9e : qualifié en Champions Cup
- 8e et 10e à 16e : qualifié en Challenge Cup

Abréviations
- T : Tenant du titre
- P : Premier de poule

### Phase finale

#### Quarts de finale
| 3 juin 2022 19h35 CEST | Ulster | 36 - 17 (19 - 7) | Munster                                                                        | Ravenhill Stadium 10 252 spectateurs Arbitre : Jaco Peyper |
| 3 juin 2022 19h35 CEST | Essai(s) : 5 Cooney (11e), Moore (25e, 33e), Timoney (43e), Hume (62e) Transformation(s) : 4 Cooney (11e, 26e, 44e), Doak (62e) Pénalité(s) : 1 Cooney (57e) |                  | Essai(s) : 3 Kleyn (19e), Earls (53e, 70e) Transformation(s) : 1 Carbery (19e) | Ravenhill Stadium 10 252 spectateurs Arbitre : Jaco Peyper |
| 3 juin 2022 19h35 CEST | |                  |                                                                                | Ravenhill Stadium 10 252 spectateurs Arbitre : Jaco Peyper |

| 4 juin 2022 13h35 CEST | Bulls | 30 - 27 (13 - 13) | Sharks | Loftus Versfeld 22 394 spectateurs Arbitre : Andrew Brace |
| 4 juin 2022 13h35 CEST | Essai(s) : 3 Tambwe (13e), Coetzee (45e), Hendricks (51e) Transformation(s) : 3 C. Smith (13e, 46e, 52e) Pénalité(s) : 2 C. Smith (20e, 33e) Drop(s) : 1 C. Smith (80e+4) |                   | Essai(s) : 3 Mbonambi (16e), Hendrikse (58e), Notshe (75e) Transformation(s) : 3 Bosch (17e, 60e, 76e) Pénalité(s) : 2 Bosch (5e, 40e) | Loftus Versfeld 22 394 spectateurs Arbitre : Andrew Brace |
| 4 juin 2022 13h35 CEST | |                   | | Loftus Versfeld 22 394 spectateurs Arbitre : Andrew Brace |

| 4 juin 2022 15h35 CEST | Leinster | 76 - 14 (26 - 7) | Glasgow Warriors                                                                    | RDS Arena 9 346 spectateurs Arbitre : Andrea Piardi |
| 4 juin 2022 15h35 CEST | Essai(s) : 12 Sheehan (16e, 39e), Larmour (20e, 64e), N. McCarthy (24e), Doris (43e), Alaalatoa (48e), Gibson-Park (54e), Ringrose (57e), Frawley (69e), McGrath (71e), J. O'Brien (77e) Transformation(s) : 8 R. Byrne (17e, 20e, 26e, 44e, 49e, 55e, 70e, 71e) |                  | Essai(s) : 2 Z. Fagerson (5e), Horne (60e) Transformation(s) : 2 Thompson (5e, 60e) | RDS Arena 9 346 spectateurs Arbitre : Andrea Piardi |
| 4 juin 2022 15h35 CEST | |                  |                                                                                     | RDS Arena 9 346 spectateurs Arbitre : Andrea Piardi |

| 4 juin 2022 19h35 CEST | Stormers | 28 - 17 (10 - 10) | Édimbourg Rugby                                                                   | Cape Town Stadium Arbitre : Frank Murphy |
| 4 juin 2022 19h35 CEST | Essai(s) : 3 Gelant (3e), Nel (44e), Roos (54e) Transformation(s) : 2 Libbok (4e, 45e) Pénalité(s) : 3 Libbok (12e, 52e, 69e) |                   | Essai(s) : 2 Cherry (15e), Pyrgos (56e) Transformation(s) : 2 Boffelli (17e, 57e) | Cape Town Stadium Arbitre : Frank Murphy |
| 4 juin 2022 19h35 CEST | |                   |                                                                                   | Cape Town Stadium Arbitre : Frank Murphy |

#### Demi-finales
| 10 juin 2022 19h35 CEST | Leinster | 26 - 27 (14 - 17) | Bulls | RDS Arena 11 565 spectateurs Arbitre : Andrea Piardi |
| 10 juin 2022 19h35 CEST | Essai(s) : 4 Sheehan (10e), Henshaw (33e), O'Loughlin (71e), Healy (80e+3) Transformation(s) : 3 R. Byrne (11e, 34e), Sexton (80e+3) |                   | Essai(s) : 3 Grobbelaar (20e), Coetzee (25e), de pénalité (53e) Transformation(s) : 2 C. Smith (21e, 26e) Pénalité(s) : 2 C. Smith (14e), Steyn (77e) | RDS Arena 11 565 spectateurs Arbitre : Andrea Piardi |
| 10 juin 2022 19h35 CEST | |                   | | RDS Arena 11 565 spectateurs Arbitre : Andrea Piardi |

| 11 juin 2022 CEST | Stormers                                                                                 | 17 - 15 (10 - 15) | Ulster | Cape Town Stadium 30 000 spectateurs Arbitre : Mike Adamson |
| 11 juin 2022 CEST | Essai(s) : 3 Kotzé (5e), Roos (14e), Gelant (80e+5) Transformation(s) : 1 Libbok (80e+7) |                   | Essai(s) : 2 Baloucoune (18e), Moore (28e) Transformation(s) : 1 Cooney (29e) Pénalité(s) : 1 Cooney (40e+1) | Cape Town Stadium 30 000 spectateurs Arbitre : Mike Adamson |
| 11 juin 2022 CEST |                                                                                          |                   | | Cape Town Stadium 30 000 spectateurs Arbitre : Mike Adamson |

#### Finale
| 18 juin 2022 19h35 CEST | Stormers | 18 - 13 (0 - 7) | Bulls                                                                                             | Cape Town Stadium 31 000 spectateurs Arbitre : Andrew Brace |
| 18 juin 2022 19h35 CEST | Essai(s) : 2 Roos (45e), Venter (57e) Transformation(s) : 1 Libbok (46e) Pénalité(s) : 1 Libbok (43e) Drop(s) : 1 Libbok (75e) |                 | Essai(s) : 1 Vorster (3e) Transformation(s) : 1 C. Smith (4e) Pénalité(s) : 2 C. Smith (43e, 65e) | Cape Town Stadium 31 000 spectateurs Arbitre : Andrew Brace |
| 18 juin 2022 19h35 CEST | |                 |                                                                                                   | Cape Town Stadium 31 000 spectateurs Arbitre : Andrew Brace |

| Stormers Titulaires · 15 Warrick Gelant · 14 Sergeal Petersen · 13 Ruhan Nel · 12 Damian Willemse · 11 Seabelo Senatla · 10 Manie Libbok · 90 Herschel Jantjies · 80 Evan Roos 45e · 70 Hacjivah Dayimani · 60 Deon Fourie · 50 Marvin Orie · 40 Salmaan Moerat · 30 Frans Malherbe · 20 JJ Kotzé · 10 Steven Kitshoff · Remplaçants · 16 Andre-Hugo Venter 57e · 17 Brok Harris · 18 Neethling Fouché · 19 Ernst van Rhyn · 20 Junior Pokomela · 21 Nama Xaba · 22 Godlen Masimla · 23 Sacha Mngomezulu · |  | Bulls Titulaires · Kurt-Lee Arendse 15 · Canan Moodie 14 · Cornal Hendricks 13 · 3e Harold Vorster 12 · Madosh Tambwe 11 · Chris Smith 10 · Zak Burger 09 · Elrigh Louw 08 · Arno Botha 07 · Marcell Coetzee 06 · Ruan Nortjé 05 · Walt Steenkamp 04 · Mornay Smith 03 · Johan Grobbelaar 02 · Gerhard Steenekamp 01 · Remplaçants · Bismarck du Plessis 16 · Simphiwe Matanzima 17 · Robert Hunt 18 · Janko Swanepoel 19 · WJ Steenkamp 20 · Embrose Papier 21 · Morné Steyn 22 · David Kriel 23 · |

#### Tableau final
|  | Quarts de finale | Quarts de finale | Quarts de finale | Quarts de finale |          |          | Demi-finales | Demi-finales | Demi-finales | Demi-finales |  |  | Finale | Finale | Finale | Finale |
|  |                  |                  |                  |                  |          |          |              |              |              |              |  |  |        |        |        |        |
|  |                  |                  |                  |                  |          |          |              |              |              |              |  |  |        |        |        |        |
|  |                  |                  |                  |                  |          |          |              |              |              |              |  |  |        |        |        |        |
|  | Leinster         | Leinster         | 76               | 76               |          |          |              |              |              |              |  |  |        |        |        |        |
|  | Leinster         | Leinster         | 76               | 76               |          |          |              |              |              |              |  |  |        |        |        |        |
|  | Glasgow Warriors | Glasgow Warriors | 14               | 14               |          |          |              |              |              |              |  |  |        |        |        |        |
|  | Glasgow Warriors | Glasgow Warriors | 14               | 14               | Leinster | Leinster | 26           | 26           |              |              |  |  |        |        |        |        |
|  |                  |                  |                  |                  | Leinster | Leinster | 26           | 26           |              |              |  |  |        |        |        |        |
|  |                  |                  | Bulls            | Bulls            | 27       | 27       |              |              |              |              |  |  |        |        |        |        |
|  | Bulls            | Bulls            | Bulls            | Bulls            | 27       | 27       | 30           | 30           |              |              |  |  |        |        |        |        |
|  | Bulls            | Bulls            |                  |                  |          |          |              | 30           |              |              |  |  |        |        |        |        |
|  | Sharks           | Sharks           | 27               | 27               |          |          |              |              |              |              |  |  |        |        |        |        |
|  | Sharks           | Sharks           | 27               | 27               | Stormers | Stormers | 18           | 18           |              |              |  |  |        |        |        |        |
|  |                  |                  |                  |                  | Stormers | Stormers | 18           | 18           |              |              |  |  |        |        |        |        |
|  |                  |                  | Bulls            | Bulls            | 13       | 13       |              |              |              |              |  |  |        |        |        |        |
|  | Stormers         | Stormers         | Bulls            | Bulls            | 13       | 13       | 28           | 28           |              |              |  |  |        |        |        |        |
|  | Stormers         | Stormers         |                  |                  |          |          |              |              |              |              |  |  |        |        |        |        |
|  | Édimbourg Rugby  | Édimbourg Rugby  | 17               | 17               |          |          |              |              |              |              |  |  |        |        |        |        |
|  | Édimbourg Rugby  | Édimbourg Rugby  | 17               | 17               | Stormers | Stormers | 17           | 17           |              |              |  |  |        |        |        |        |
|  |                  |                  |                  |                  | Stormers | Stormers | 17           | 17           |              |              |  |  |        |        |        |        |
|  |                  |                  | Ulster           | Ulster           | 15       | 15       |              |              |              |              |  |  |        |        |        |        |
|  | Ulster           | Ulster           | Ulster           | Ulster           | 15       | 15       | 36           | 36           |              |              |  |  |        |        |        |        |
|  | Ulster           | Ulster           |                  |                  |          |          |              | 36           |              |              |  |  |        |        |        |        |
|  | Munster          | Munster          | 17               | 17               |          |          |              |              |              |              |  |  |        |        |        |        |
|  | Munster          | Munster          | 17               | 17               |          |          |              |              |              |              |  |  |        |        |        |        |
|  |                  |                  |                  |                  |          |          |              |              |              |              |  |  |        |        |        |        |

Les équipes les mieux classées au classement général ont l’avantage de recevoir lors des quarts, demis et la finale.

## Statistiques

### Meilleurs réalisateurs
| Rang | Joueur            | Club             | Poste                             | Points | Essais | Transf. | Pén. | Drops |
| ---- | ----------------- | ---------------- | --------------------------------- | ------ | ------ | ------- | ---- | ----- |
| 1    | Manie Libbok      | Stormers         | Demi d'ouverture                  | 171    | 3      | 36      | 27   | 1     |
| 2    | Chris Smith       | Bulls            | Demi d'ouverture                  | 153    | 1      | 38      | 23   | 1     |
| 3    | Rhyno Smith       | Benetton Trévise | Arrière, demi d'ouverture, ailier | 142    | 10     | 28      | 12   | 0     |
| 4    | Curwin Bosch      | Sharks           | Demi d'ouverture                  | 138    | 2      | 37      | 18   | 0     |
| 5    | Ross Byrne        | Leinster         | Demi d'ouverture                  | 125    | 2      | 41      | 11   | 0     |
| 6    | Nathan Doak       | Ulster           | Demi de mêlée                     | 118    | 3      | 26      | 17   | 0     |
| 7    | Jordan Hendrikse  | Lions            | Demi d'ouverture                  | 117    | 2      | 28      | 17   | 0     |
| 8    | Jack Carty        | Connacht         | Demi d'ouverture                  | 116    | 1      | 21      | 23   | 0     |
| 9    | Sam Davies        | Dragons          | Demi d'ouverture                  | 111    | 2      | 25      | 16   | 1     |
| 10   | Emiliano Boffelli | Édimbourg Rugby  | Ailier, arrière                   | 109    | 6      | 23      | 11   | 0     |

### Meilleurs marqueurs
| Rang | Joueur               | Club             | Poste                             | Essais |
| ---- | -------------------- | ---------------- | --------------------------------- | ------ |
| 1    | Marcell Coetzee      | Bulls            | Troisième ligne centre            | 11     |
| -    | Leolin Zas           | Stormers         | Ailier                            | 11     |
| 3    | Rhyno Smith          | Benetton Trévise | Arrière, demi d'ouverture, ailier | 10     |
| 4    | Johan Grobbelaar     | Bulls            | Talonneur                         | 9      |
| -    | Seabelo Senatla      | Stormers         | Ailier                            | 9      |
| 6    | Johnny McNicholl     | Scarlets         | Ailier, arrière                   | 8      |
| -    | Edwill van der Merwe | Lions            | Ailier                            | 8      |

## Récompenses
| Distinction               | Lauréat         | Club     |
| ------------------------- | --------------- | -------- |
| Joueur de la saison       | Evan Roos       | Stormers |
| Entraîneur de la saison   | Leo Cullen      | Leinster |
| Jeune joueur de la saison | Evan Roos       | Stormers |
| Meilleur marqueur         | Leolin Zas      | Stormers |
| Golden Boot               | Gareth Anscombe | Ospreys  |
| Tackle Machine            | Alan O'Connor   | Ulster   |
| Turnover King             | Jac Morgan      | Ospreys  |
| Iron Man                  | Ruan Nortjé     | Bulls    |

| Poste                  | Joueurs                         | Joueurs                         | Joueurs                         | Joueurs                         | Joueurs                         | Joueurs                         |
| ---------------------- | ------------------------------- | ------------------------------- | ------------------------------- | ------------------------------- | ------------------------------- | ------------------------------- |
| Arrière                | [15] Warrick Gelant (Stormers)  | [15] Warrick Gelant (Stormers)  | [15] Warrick Gelant (Stormers)  | [15] Warrick Gelant (Stormers)  | [15] Warrick Gelant (Stormers)  | [15] Warrick Gelant (Stormers)  |
| Trois quarts ailes     | [14] Seabelo Senatla (Stormers) | [14] Seabelo Senatla (Stormers) | [14] Seabelo Senatla (Stormers) | [11] Leolin Zas (Stormers)      | [11] Leolin Zas (Stormers)      | [11] Leolin Zas (Stormers)      |
| Trois quarts centres   | [13] James Hume (Ulster)        | [13] James Hume (Ulster)        | [13] James Hume (Ulster)        | [12] Damian Willemse (Stormers) | [12] Damian Willemse (Stormers) | [12] Damian Willemse (Stormers) |
| Charnière              | [10] Ross Byrne (Leinster)      | [10] Ross Byrne (Leinster)      | [10] Ross Byrne (Leinster)      | [9] Craig Casey (Munster)       | [9] Craig Casey (Munster)       | [9] Craig Casey (Munster)       |
| Troisième ligne centre | [8] Evan Roos (Stormers)        | [8] Evan Roos (Stormers)        | [8] Evan Roos (Stormers)        | [8] Evan Roos (Stormers)        | [8] Evan Roos (Stormers)        | [8] Evan Roos (Stormers)        |
| Troisième ligne aile   | [7] Nick Timoney (Ulster)       | [7] Nick Timoney (Ulster)       | [7] Nick Timoney (Ulster)       | [6] Marcell Coetzee (Bulls)     | [6] Marcell Coetzee (Bulls)     | [6] Marcell Coetzee (Bulls)     |
| Deuxième ligne         | [5] Ruan Nortjé (Bulls)         | [5] Ruan Nortjé (Bulls)         | [5] Ruan Nortjé (Bulls)         | [4] Jean Kleyn (Munster)        | [4] Jean Kleyn (Munster)        | [4] Jean Kleyn (Munster)        |
| Piliers                | [3] Thomas du Toit (Sharks)     | [3] Thomas du Toit (Sharks)     | [3] Thomas du Toit (Sharks)     | [1] Ox Nché (Sharks)            | [1] Ox Nché (Sharks)            | [1] Ox Nché (Sharks)            |
| Talonneur              | [2] Johan Grobbelaar (Bulls)    | [2] Johan Grobbelaar (Bulls)    | [2] Johan Grobbelaar (Bulls)    | [2] Johan Grobbelaar (Bulls)    | [2] Johan Grobbelaar (Bulls)    | [2] Johan Grobbelaar (Bulls)    |